# It's My Life (album)
It's My Life is het tweede studioalbum van de Engelse groep Talk Talk. Het album verscheen in 1984 onder het label van EMI Records. Het was het eerste album van de groep met Tim Friese-Greene als producer, medeschrijver en multi-instrumentalist, wat hem de facto het vierde lid van de groep maakte.
It's My Life bevat negen nummers, waaronder de singles Dum Dum Girl, Such a Shame en It's My Life. Het album luidde de doorbraak van Talk Talk bij het grote publiek in.

## Lijst met nummers

### Zijde 1
1. "Dum Dum Girl" – 3:51
2. "Such a Shame" – 5:42
3. "Renée" –  6:22
4. "It's My Life" – 3:50

### Zijde 2
1. "Tomorrow Started" – 5:57
2. "The Last Time" – 4:23
3. "Call in the Night Boy" – 3:47
4. "Does Caroline Know?" – 4:40
5. "It's You" – 4:41

## Bezetting

### Talk Talk
- Mark Hollis – zang, achtergrondzang, akoestische gitaar
- Paul Webb – basgitaar, achtergrondzang
- Lee Harris – elektronische drums

### Sessiemuzikanten
- Tim Friese-Greene – synthesizer, piano, drumcomputer
- Ian Curnow – keyboard
- Phil Ramocon – piano
- Robbie McIntosh – gitaar
- Morris Pert – percussie
- Henry Lowther – trompet
- Phil Spalding – basgitaar

## Ontvangst
It's My Life werd over het algemeen goed ontvangen. Het werd vooral gezien als een verbetering ten opzichte van hun debuutalbum en betekende de doorbraak van Talk Talk bij het grote publiek.
In juni 1984 piekte het album op plaats 3 in de Nederlandse Album Top 100.